# Brad Wilk
Brad Wilk (Portland, 5 september 1968) is een Amerikaanse drummer. Hij richtte in 1991 met Tim Commerford, Tom Morello en Zack de la Rocha Rage Against the Machine op. Na de opsplitsing in 2000 vormde hij met Commerford, Morello en Chris Cornell Audioslave, waarmee hij drie albums uitbracht. Toen Cornell in 2007 opstapte, hielden de Rage Against the Machine-leden in 2008 een reünie-toer. Wilk is ook betrokken geweest bij andere projecten zoals Puscifier van Maynard James Keenan en Juliette and the Licks van Juliette Lewis.

## Biografie

### Jeugd
Wilk werd geboren in Oregon en woonde nog enige tijd in Chicago voordat hij naar Californië verhuist. Wilks vader had veel verschillende banen, van juwelier tot bookmaker. Zijn voorouders zijn geëmigreerd uit Polen (Wilk betekent wolf in het Pools). Als kind luisterde Wilk veel naar muziek. Zijn grootste invloeden waren toen Led Zeppelin (en dan met name drummer John Bonham), James Brown, George Clinton en The Sex Pistols. Op zijn elfde bespeelde Wilk zijn eerste instrument: een gitaar. Hij kwam op het idee nadat hij Eddie Van Halen hoorde. Op zijn dertiende begon Wilk voor het eerst met drummen. Dit deed hij vaak als uitlaatklep voor zijn leven, een manier om zijn frustraties kwijt te raken.
Zijn eerste drumkit (een CB700) kreeg hij op zijn veertiende. Oefenen deed Wilk door mee te drummen op nummers en door lessen te nemen. Hij sloot zich voor het eerst aan bij een band tijdens high school. Wilk werkte op dat moment als pizzakoerier bij een bedrijf van een vriend. Daardoor kon hij tijdens zijn werk naar muziek luisteren. Rond 1989 regelt Wilk een auditie voor Lock Up, een band waar op dat moment ook Tom Morello speelde. Wilk werd niet goed genoeg bevonden. Enkele jaren later, na de opsplitsing van Lock Up, wilde Morello een nieuwe band beginnen. Hij las toevallig een advertentie van Wilk in de krant, waarin hij ook een band zocht. Morello belde Wilk op en samen gingen ze op zoek naar een nieuwe band. Morello ontmoette Zack de la Rocha in een nachtclub, waarna De la Rocha bassist Tim Commerford meenam en met zijn vieren Rage Against the Machine oprichtten.

### Rage Against the Machine
Samen met Zack de la Rocha en Tim Commerford ging de band oefenen in een pakhuis. Ze werden een mix van rock, rap, funk en punk, gecombineerd met politieke idealen. De band houdt zijn eerste optreden in een huiskamer van een vriend van Commerford. Meerdere shows volgden, waarbij ze een demo uitdeelden die 5000 maal verkocht werd. Het debuutalbum Rage Against the Machine werd in 1992 uitgebracht en werd een groot succes. Na de tour voor het eerste album ontstaan er problemen in de band: de onderlinge band is niet sterk genoeg en de leden besluiten samen in een huis te gaan wonen. Dat werd geen succes en de band nam een pauze voor enkele maanden. In 1994, als de band aan het toeren is, overlijdt de vader van Wilk die zijn laatste jaren van zijn leven verpestte door geldproblemen. Door deze gebeurtenissen besloot Wilk zelf geen waarde meer te hechten aan materialistische zaken.
Het tweede album werd Evil Empire, gevolgd door The Battle of Los Angeles uit 1999. In 2000 komt Renegades uit, een album met uitsluitend covers. In totaal verkocht de band meer dan 15 miljoen exemplaren van de 4 albums die het uitbracht. In 2000 viel de band echter uit elkaar toen Zack de la Rocha opstapte. Even werd nog geprobeerd verder te gaan met onder andere B-Real van Cypress Hill, maar de band had met het vertrek van de la Rocha zijn intensiteit en overtuigingskracht verloren.

### Audioslave

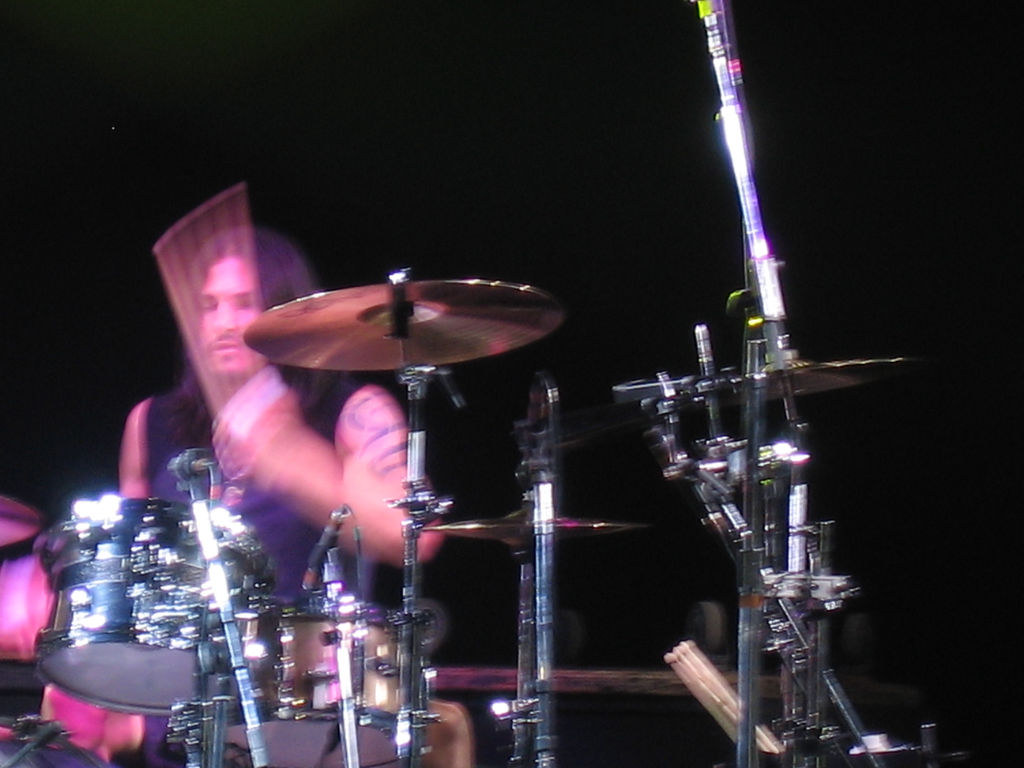
Wilk tijdens het Montreux Jazz Festival in 2005.

Na het mislukken met B-Real gaf producer Rick Rubin aan het eens met Soundgarden-zanger Chris Cornell te proberen. Ook stuurde Rubin Morello, Commerford en Wilk naar groepstherapie. Vanaf het eerste moment was er een goede chemie tussen Cornell en de rest, en ze besloten te gaan werken aan enkele nummers. In de 19 dagen dat ze bij elkaar waren, werden 21 nummers geschreven. In 2002 werd het debuutalbum Audioslave uitgebracht. Het album werd driemaal platina in de Verenigde Staten. Drie jaar later, in 2005, kwam het album Out of Exile uit. In datzelfde jaar trouwt Wilk met Selene H. Vigil (zangeres van Seven Year Bitch). Daarvoor hadden ze al 10 jaar een relatie.
In 2006 komt het derde album Revelations uit. Audioslave werd de eerste Amerikaanse band die in Cuba een optreden hield. De opnamen daarvan zijn te zien op de dvd van Audioslave: Live in Cuba. Op 15 februari 2007 maakt Cornell bekend uit de band te stappen. Daarmee tekent hij voor het einde van Audioslave.

### Reünie en doorstart
Na de opsplitsing kwamen de leden van Rage Against the Machine weer samen. Tot 2011 deden ze reünie-tournees. Inmiddels heeft de band een doorstart gemaakt met Chuck D en B-Real als The Prophets of Rage.

## Discografie en filmografie

### MetRage Against the Machine
- 1992 · Rage Against the Machine
- 1996 · Evil Empire
- 1999 · The Battle of Los Angeles
- 2000 · Renegades

### Met Audioslave
- 2002 · Audioslave
- 2005 · Out of Exile
- 2006 · Revelations

### Overige projecten
- Axis of Justice: Concert Series Volume 1 (2004)
- Puscifer (een project van Maynard James Keenan) (2007)

Drummer op het album 13 van Black Sabbath als vervanger van Bill Ward

## Uitrusting
De volgende drumkits heeft Wilk tijdens zijn carrière gebruikt:

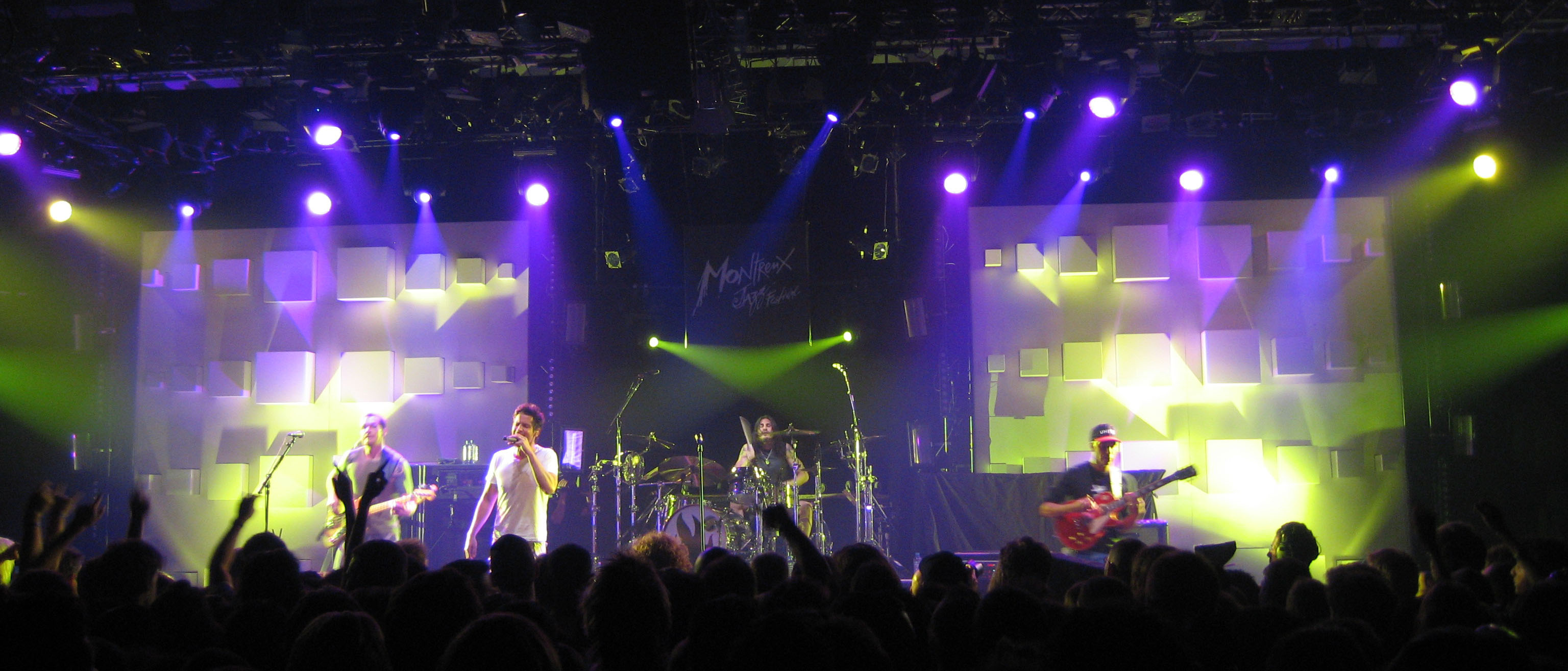
(v.l.n.r.) Commerford, Cornell, Wilk en Morello als Audioslave. De Gretsch Custom Drums zijn in de achtergrond te zien.

- Rage Against the Machine-periode (1991-2000)
  - Premier Signia Marquis-drums en Zildjian-bekken[7]
  - 12x9" Tom
  - 16x16" Floor Tom
  - 14x6.5 Premier Pork Pie of Tama Bell Brass Snare
  - 22"x18" Bass Drum
  - 14" New Beat hihats
  - 18" Z Custom Crash
  - 19" A Custom Crash
  - 20" A Medium Ride
  - 18" Zildjian China or 19" Zildjian Crash (alleen tot 1995 gebruikt)
  - LP koebel (tweemaal)
- Audioslave-periode (2001-2005)
  - Gretsch Custom Drums en Paiste-bekken[8]
  - 12x9" Tom
  - 16x16" Floor Tom
  - 14x6.5" Tama Brass Snare
  - 22"x18" Bass Drum
  - 14" Paiste Signature Sound Edge hihats
  - 18" Paiste Signature Power Crash
  - LP koebel
- Audioslave-periode (2006-2007)
  - Gretsch USA Custom Maple Drums en Paiste-bekken
  - 12x10" Tom
  - 16x15" Floor Tom
  - 16x18" Floor Tom
  - 14x7" Tama Brass Snare
  - 22"x18" Bass Drum
  - 18" Paiste Signature Power Crash
  - 18" Paiste Signature Power Crash
  - 19" Paiste 2002 Crash
  - 22" Paiste 2002 Ride
  - 14" Paiste Signature Sound Edge hihats

- Rage Against the Machine-periode (2007-nu)
  - Gretsch USA Custom Maple Drums en Paiste-bekken
  - 12x10" Tom
  - 16x15" Floor Tom
  - 14x6.5" Tama Brass Snare
  - 22"x18" Greatch Red Bass Drum
  - 18" Paiste Signature Power Crash
  - 19" Paiste Signature Power Crash
  - 20" Paiste 2002 Ride
  - 14" Paiste Signature Sound Edge hihats